# Wettinia kalbreyeri
Wettinia kalbreyeri é uma espécie de angiosperma na família Arecaceae. É encontrada na Colômbia e Ecuador.